# Gubbihalli, Kadur
Gubbihalli là một làng thuộc tehsil Kadur, huyện Chikmagalur, bang Karnataka, Ấn Độ.